# أبو ظلوف
مدينة قطرية تقع على الساحل الشمالي القطري، وتقع ضمن بلدية الشمال. تم ترسيم حدودها في عام 1988 وتحدها مدينة الشمال من الشرق.

## تأريخ المدينة
في عشرينيات القرن التاسع عشر ، كلف جورج بارنز بروكس بإعداد أول مسح بريطاني للخليج العربي. دونت ملاحظاته عن أبي ظلوف التي أشار إليها باسم "بوديشوف"

## المساحة
تبلغ مساحتها 259 هكتار